# Roche-Charles-la-Mayrand
 Roche-Charles-la-Mayrand  là một xã ở tỉnh Puy-de-Dôme trong vùng Auvergne-Rhône-Alpes miền trung nước Pháp.